# Chipotle
El vitxo chipotle (també anomenat chilpotle o chilpocle en castellà, que significa «vitxo fumat») és una mena de xili que s'ha deixat madurar fins a fer-se petit, per a després ser fumat i amanit que es troba en moltes varietats de salses i plats de la cuina mexicana.
Aquest producte, l'ús del qual ultrapassa l'àmbit mexicà, s'elabora a partir d'una pebrina i diversos condiments que en el seu estat final adquireix un aspecte marró vermellós, amb una aroma molt coent i una sabor complexa. Els chipotles es poden comprar enllaunats o a la menuda en moltes botigues i mercats de Mèxic. De vegades també es poden comprar acabats de fer, usualment  adobat amanit amb toata i piloncillo, i en tal cas són sucosos.
El chipotle es fa de jalapeño, que ha estat assecat i fumat. És una mica més fort que aquest darrer (de 5.000 a 10.000 en l'escala de Scoville contra 2.500 a 8.000 pel jalapeño).
Si bé la varietat de vitxo més comuna per a fer chipotle és el morita també s'usen la mora, chile serrano o la pasilla.
El cronista Bernardino de Sahagún fa notar que el vitxo fumat, dit també llavors pochchilli i ara chipotle, podia ser trobat al mercat de Tlatelolco, a la Ciutat de Mèxic, al segle xvi.